# Canthon signifer
Canthon signifer är en skalbaggsart som beskrevs av Edgar von Harold 1868. Canthon signifer ingår i släktet Canthon och familjen bladhorningar. Inga underarter finns listade.